# Araneus rotundicornis
Araneus rotundicornis là một loài nhện trong họ Araneidae.
Loài này thuộc chi Araneus. Araneus rotundicornis được Takeo Yaginuma miêu tả năm 1972.